# Грибные поражения древесины
Грибны́е пораже́ния древеси́ны — группа пороков древесины, возникающая с участием грибов. Могут как вызывать разрушение древесины, так и не влиять на её прочностные характеристики, но изменять цвет.
Следует отличать грибные поражения от химических окрасок, появляющихся в основном на лесосплаве в силу воздействия дубильных веществ.

## Положение в стволе
Вдоль ствола грибные поражения различаются снизу вверх: корневые (до шейки корня); комлевые, или напенные (до высоты 2 м от шейки корня); стволовые (до высоты начала живой кроны, часто не ниже шейки корня); вершинные (в зоне живой кроны). Также грибные поражения могут быть обществоловыми (простирающимися на всю высоту ствола).
В соответствии с положением на поперечном сечении ствола грибные поражения различаются следующим образом:
По зонам ствола:
- Ядровые, или внутренние:
  - центральные — поражения, расположенные в центре ядра и начинающиеся с сердцевины, в том числе
    - сердцевинные;

  - эксцентрические — не привязанные к центру ядра, обходящие сердцевину;
  - подзаболонные, или луночные — расположенные ближе к краю ядра, вытянутые вдоль годичных слоёв полумесяцем.
- Заболонные, или периферические:
  - по выходу наружу:
    - наружные и
    - подслойные — расположенные под одним или несколькими годичными слоями;
- Ядрово-заболонные, или смешанные:
  - боковые и
  - сплошные — занимающие всё поперечное сечение ствола.

По месту возникновения:
- наружные — расположенные снаружи сортимента как на заболони, так и на ядре;
- боковые — появившиеся сначала на боковой поверхности ствола;
- торцевые — идущие с торца;
- сучковые — идущие по сучку;
- раневые — расположенные у раны, например, центральная гниль у раны. При отсутствии связи грибного поражения с раной оно обозначается, например, как подзаболонная гниль в удалении от раны.
- прокладочные — возникающие в месте соприкасания материала с прокладкой, например, прокладочная синева.

## Задыхание
Одним из процессов отмирания древесины с участием штабельных грибов является задыхание, или прелость. Поражается им лиственная древесина, начиная с весны или лета, то есть с тёплого времени года. Первая его стадия — побурение —— ещё не связана с заражением грибами. Начинается оно с торцов брёвен, часто с двух сторон, и в виде конусов продвигается к центру, где смыкается. Вторая стадия — подпар — уже происходит с участием грибов и вызывается белой волокнистой гнилью. Конечная фаза прелости — мягкая гниль, хорошо различимая как на глаз, так и на ощупь. Такой тип гнили вызывает настоящий трутовик и некоторые другие грибы.

## Классификация
- Условные обозначения:
  - полужирным шрифтом выделяются названия пороков, присутствующих в ГОСТ;
  - полужирным курсивом выделяются названия пороков, отсутствующих в ГОСТ;
  - курсивом выделяются термины, а также пишутся названия, приведённые в другом месте статьи или в другой статье данной тематики;
  - (неофиц.) — неофициальное название понятия, присутствующего в ГОСТ;
  - (сокр.) — сокращённое название.

## Внутренняя темнина
- Грибные ядровые пятна (полосы), или внутренняя темнина (неофиц.), в том числе
  - внутренняя краснина:

ненормально окрашенные участки ядра, возникающие в растущем дереве и сохранившие структуру древесины без понижения её твёрдости. Окраска розовая, красноватая, красная, бурая, коричневая, серая, фиолетовая, либо даже почти чёрная. В тёмном ядре внутренняя темнина может быть темнее или светлее его. В некоторых случаях окраска может определяться особенностью солевого питания.
На торцах наблюдается в виде пятен разных размеров и очертаний: лунок, колец или концентрированной зоны. В срубленном дереве, как правило, дальнейшего развития этого порока не происходит. Встречается внутренняя темнина у всех пород как в ядре, так и в спелой древесине и в ложном ядре.
Может вызываться как деревоокрашивающими грибами или слабыми разрушителями, так и активными дереворазрушителями, являясь в этом случае начальной стадией гнили.
Механические свойства древесины изменяются мало, но портится её внешний вид и повышается водопроницаемость. Ударная твёрдость повышается на несколько процентов, но сопротивление другим ударным нагрузкам может снизиться; изменчивость механических свойств увеличивается. Сильно снижается биостойкость.

## Плесень
- Плесень — появляется чаще всего на заболони при хранении сырых лесоматериалов без возможности проветривания, например, вплотную друг к другу, без прокладок; бывает разных цветов в зависимости от вида грибка. На прочность не влияет, но способна переходить на другие деревянные детали и пищу и разрушать животные клеи. После высыхания легко сметается, оставляя грязные пятна.

## Заболонные грибные окраски
- Заболонные грибные окраски — ненормальные окраски заболони без понижения твёрдости древесины. Повышают водопроницаемость, разрушают клеи и лакокрасочные материалы. Классифицируются по:
  - цвету:
    - синева — серая окраска заболони и, редко, ядра, синеватых или зеленоватых оттенков. Обычно появляется в срубленной древесине при её медленном просыхании:
      - бревенная синева занимает заболонь долго лежавших в тепле неокорённых брёвен;
      - налётная синева появляется при хранении пиломатериалов на складе, сначала в виде пятен и полос, а затем может занять всю поверхность материала[2]. Снижает ударную прочность древесины;

    - цветные заболонные пятна — оранжевая, жёлтая, розовая (до светло-фиолетовой) и коричневая окраски. Встречаются вместе с синевой или отдельно:
      - коричневая окраска, или кофейная темни́́на вызывается грибом Discula brunneotingens, поражает хвойную древесину, чаще всего сосну, лиственницу и ель. Может замаскировать появление заболонной гнили;
      - розовая окраска, или розоватость поражает как хвойную, так и лиственную древесину, и вызывается разными грибами. Наиболее часто встречается гриб Corticium laeve семейства Телефоровые (Thelephoraceae), окрашивающий древесину в глубокий розовый или светло-оранжевый цвета́́, исчезающие при её просушке на дневном свете. Грибы рода Фузариум (Fusarium) придают древесине розовый, красный и малиновый тона. При поражении грибом Epicoccum purpurascens на окорённой хвойной древесине появляются яркие пурпурные поверхностные пятна;
      - жёлтая грибная окраска, или грибная желтизна представляет собой лимонно-жёлтые пятна и полосы, обычно исчезающие при просушке. Такую окраску вызывает гриб вида Verticillium glaucum. Под действием другого вида, Trichoderma lignorum, возникает поверхностная зеленовато-жёлтая окраска.

  - по интенсивности:
    - светлые — не маскирующие текстуру, и
    - тёмные — маскирующие текстуру;

  - по глубине:
    - поверхностные — не глубже 2 мм;
    - глубокие — проникающие глубже 2 мм;
    - подслойные — на расстоянии от поверхности сортимента;

## Побурение
- Побурение — возникает в срубленной древесине с участием грибов или без них и вызывает некоторое снижение твёрдости древесины. Предшествует заболонной гнили, распространяется от торцов и боковых поверхностей, в пропаренной древесине не возникает. Наблюдается только на разрезах. Особенно свойственно берёзе, ольхе и буку, у которого уменьшает водопроницаемость. По месту возникновения бывает:
  - торцовое и
  - боковое.

## Гнили
- Гниль — ненормальные по цвету участки древесины с понижением твёрдости, возникающие под действием дереворазрушающих грибов, из которых одним из самых опасных является настоящий домовый гриб. Сортность поражённой гнилями древесины снижается вплоть до её полной непригодности. В ГОСТе гнили классифицируются:
  - по цвету и структуре поражённой древесины:
    - пёстрая ситовая гниль, или ситовина (неофиц.) — на красновато-буром или серо-фиолетовом фоне поражённой древесины присутствуют желтоватые пятна и полосы с ячеистой или волокнистой структурой; поражённая древесина долго сохраняет целостность, при сильном разрушении становится мягкой и легко расщепляется. В срубленном дереве дальнейшее её развитие прекращается;
    - бурая трещиноватая гниль — имеет трещиноватую призматическую структуру, иногда содержит в трещинах беловатые или желтоватые грибные плёнки;
    - белая волокнистая гниль — древесина приобретает белый цвет и волокнистое строение. При сильном разрушении легко ломается. Встречается на лиственных породах;
      - мраморная гниль — поражённая древесина приобретает мраморный рисунок, в котором светлые участки бывают ограничены от более тёмных чёрными извилистыми линиями.

    - умеренная гниль — шоколадного, тёмно-коричневого или чёрного цвета, бесструктурная, мягкая во влажном виде, встречается на постоянно увлажнённых и часто увлажняющихся конструкциях.

  - по типам:
    - заболонная гниль:
      - твёрдая и
      - мягкая;

    - ядровая гниль — характеризуется пониженной твёрдостью;
    - наружная трухлявая гниль — бурая трещиноватая гниль, возникающая преимущественно в наружной, как в ядровой, так и в заболонной части лесоматериалов, охватывает его по всему поперечному сечению или только по его части и распространяется вглубь, нередко по трещинам. На поверхности часто наблюдаются грибные тяжи и плодовые тела. Может продолжаться даже в относительно сухой древесине. Поражённая древесина является источником опасности для целых деревянных сооружений.

## Дупло
- Дупло — полость, возникающая в растущем дереве в результате полного разрушения древесины дереворазрушающими грибами.

- Дупло, образовавшееся от ядровой гнили
- Свежий спил кругляка с наружной трухлявой гнилью
- Дупло старого дерева